# Evangelische Kirche Angersbach

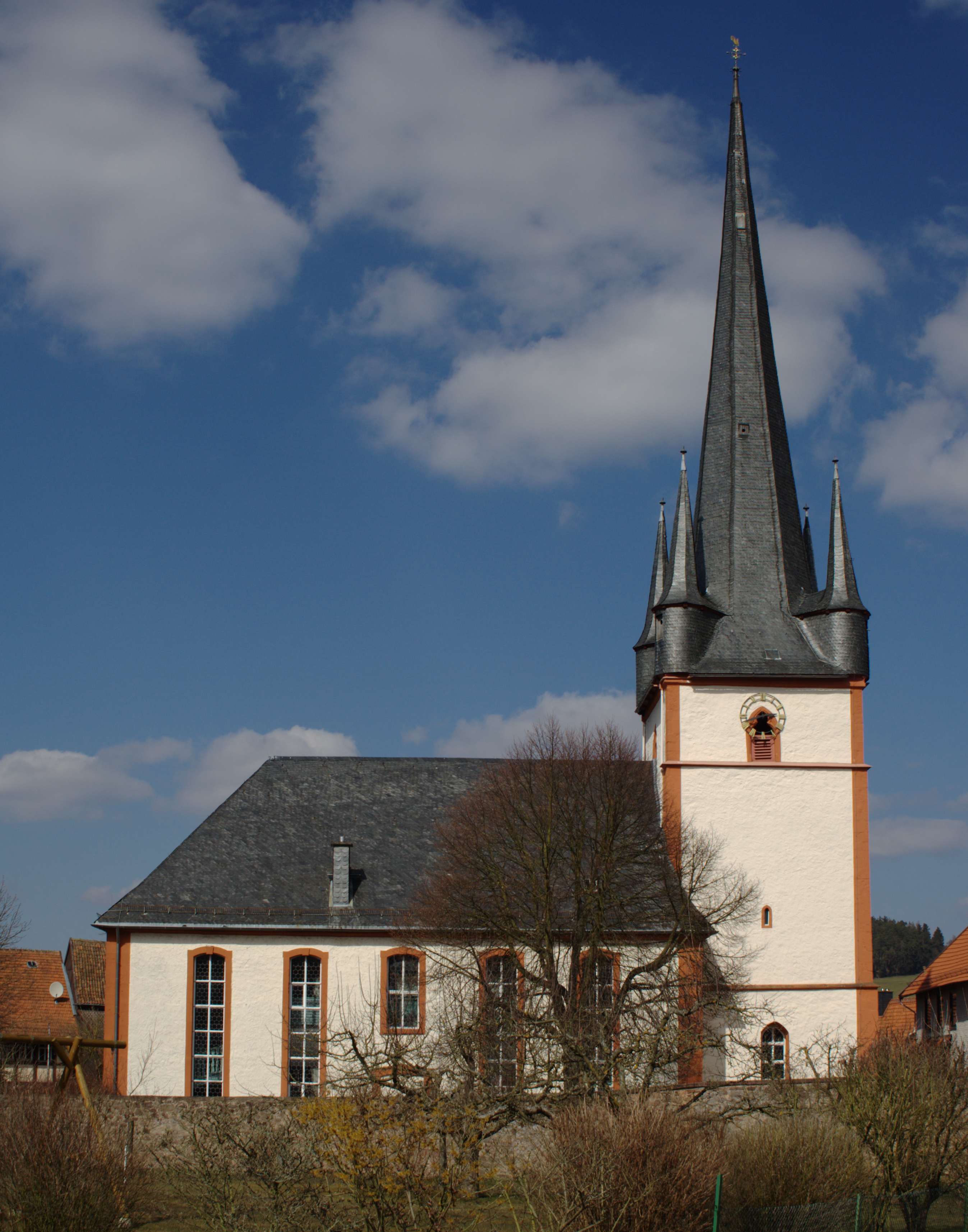
Außenansicht der Evangelischen Kirche

Die evangelische Pfarrkirche ist ein denkmalgeschütztes Kirchengebäude in Angersbach, einem Ortsteil der Gemeinde Wartenberg im Vogelsbergkreis in Hessen. Die Kirchengemeinde gehört zum Dekanat Vogelsberg in der Propstei Oberhessen der Evangelischen Kirche in Hessen und Nassau.

## Geschichte und Architektur
Der hohe, in zwei Geschossrücksprüngen, leicht gestufte Chorturm wurde 1498 mit einem schlanken Spitzhelm und vier verschiedenen Ecktürmchen errichtet. Im Altarraum ruht ein Kreuzrippengewölbe auf Konsolen. Die Wandmalereien stammen aus der Zeit um 1500. Das Kirchenschiff, ein großer Saalbau wurde von 1762 bis 1763 von Johann Nikolaus Koch erbaut. Über dem Westportal ist ein Wappen der Familie Riedesel angebracht.

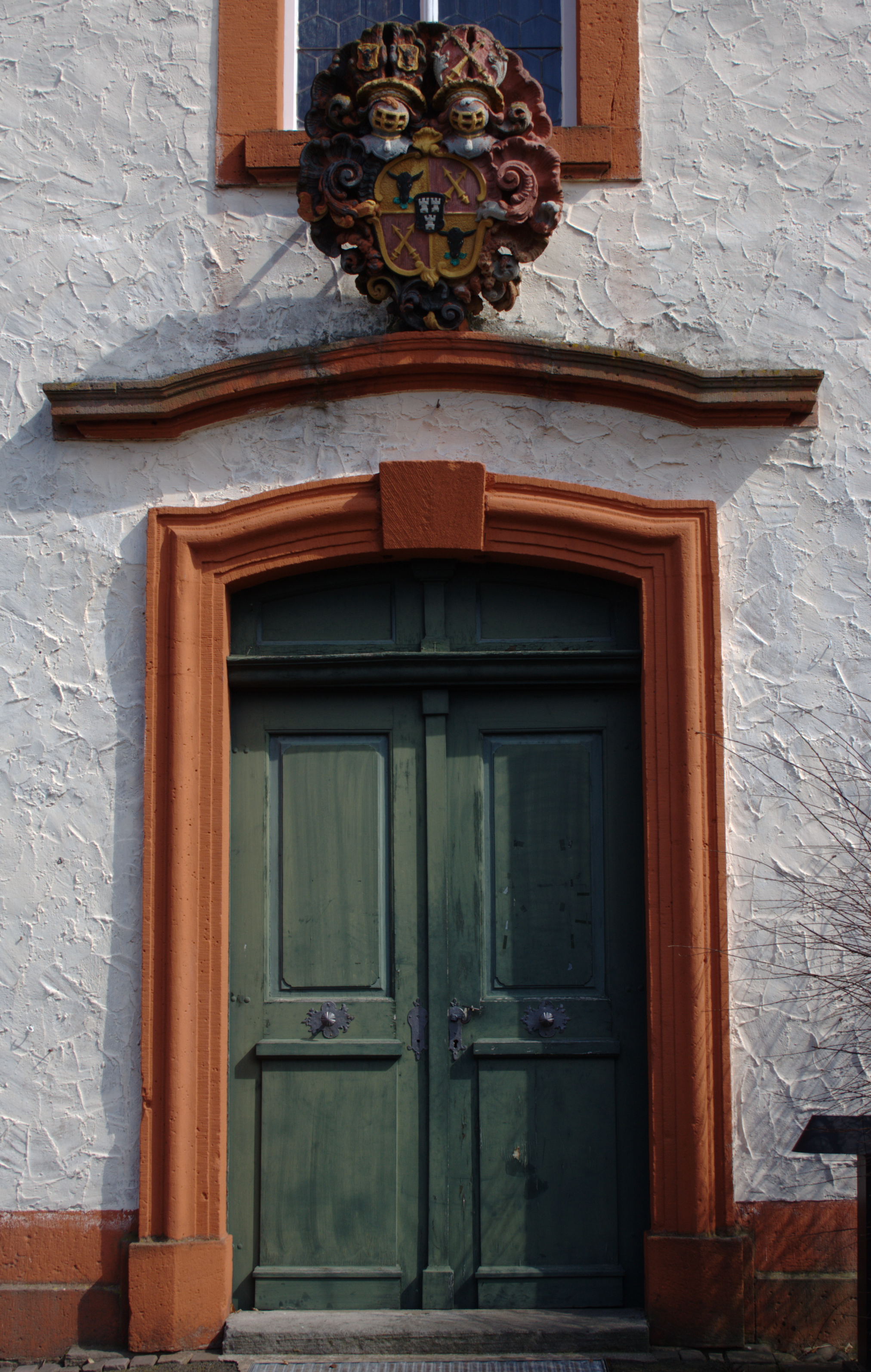
Portal der Evangelischen Kirche

Das Gebäude wurde 1963 umfassend renoviert.

## Ausstattung
- Eine Kanzel von 1680, sie wurde 1786 von Friedrich Hoffmann bemalt
- Die Emporenbrüstungen und die Gestühleinbauten vor der Ostwand und im Chor wurden ebenfalls 1786 von Friedrich Hoffmann bemalt
- Ein lebensgroßes Kruzifix aus Holz stammt aus der zweiten Hälfte des 17. Jahrhunderts.
- Ein Fresko an der Turminnenseite aus dem 12. Jahrhundert zeigt das Bild des Heiligen Georg.
- Der Taufstein mit figürlichen Reliefs ist von 1502[1]
- Die Orgel wurde in den Jahren 1784–1788 von Johannes Schlottmann gebaut. 1897 folgte ein Neubau im alten Gehäuse durch Adam Eifert und 1968 eine Restaurierung durch Förster & Nicolaus, die eine Umdisponierung einschloss. Das Instrument verfügt über 20 Register, die auf zwei Manuale und Pedal verteilt sind.[2]